# Meisenheim
Meisenheim là một đô thị thuộc huyện Bad Kreuznach, trong bang Rheinland-Pfalz, phía tây nước Đức. Đô thị Meisenheim có diện tích 10,34 km², dân số thời điểm ngày 31 tháng 12 năm 2006 là 2912 người. Đô thị này nằm bên sông Glan, cự ly khoảng 25 km về phía tây nam của Bad Kreuznach.
Meisenheim là thủ phủ của Verbandsgemeinde ("đô thị tập thể") Meisenheim.